# Nagy Márton (pedagógus, 1932–2021)
Nagy Márton (Debrecen, 1932. augusztus 11. – Sopron, 2021. február 27.) a soproni Berzsenyi Dániel Evangélikus Gimnázium matematika–fizika szakos tanára.

## Életpályája
Édesapja Hosszúpályiban volt református lelkész, édesanyja pedig ugyanott tanítónő. Középiskolai tanulmányait a Debreceni Református Kollégium gimnáziumában végezte, majd a Kossuth Lajos Tudományegyetem matematika–fizika szakán szerzett tanári diplomát (1956). Pályáját Debrecenben, a Református Kollégium gyakorló iskolájában kezdte. 1963-ban Sopronba költözött, és nyugdíjazásáig a Berzsenyi Dániel Evangélikus Gimnáziumban tanított. Nős, felesége szintén pedagógus. Két felnőtt fiúgyermekük ugyancsak Sopronban él.
Több tanítványa ért el sikereket országos és nemzetközi fizikaversenyeken. Pedagógiai kísérleteivel és módszertani eredményeivel jelentősen hozzájárult a magyar fizikaoktatás színvonalának emeléséhez. Több szemléltető eszközt készített, és ezeket sikeresen mutatta be az országos fizikatanári ankétok eszközkiállításán. Egyedülálló tehetségkutató és tehetséggondozó fizikaverseny-rendszert dolgozott ki (Mikola Sándor Országos Tehetségkutató Fizikaverseny, Vermes Miklós Nemzetközi Fizikaverseny, Fényes Imre Olimpiai Válogató Fizikaverseny).
1974-ben az ő kezdeményezésére alakult meg az Eötvös Loránd Fizikai Társulat Sopron Városi Csoportja. Pályafutása során a társulatban több funkciót töltött be: volt a Középiskolai Oktatási Szakcsoport elnöke, a társulat alelnöke, illetve főtitkára. Aktivitásának köszönhetően Sopron több alkalommal is otthont adott a Mikola-díjas tanárok országos találkozójának és az Őszi Tehetséggondozási Konferenciának. Gyakran tartott előadásokat tehetséggondozás módszereiről itthon és külföldön is. 1992-ben közreműködésével jött létre a Vermes Miklós Országos Fizikus Tehetségápoló és Kutató Alapítvány.
2021. február 27-én Sopronban hunyt el.

## Díjak, kitüntetések
- Kiváló Pedagógus (1985)
- Szocialista Kultúráért (1985)
- Mikola Sándor-díj (1978)
- Vermes Miklós-díj (1991)
- Magyar Köztársasági Arany Érdemkereszt (1993)
- Ericsson-díj (1999)
- Pro Scienta Transsylvania (2000)
- Rátz Tanár Úr-életműdíj (2002)

## Publikációk

### Könyvek
- Problems in physics, a selection from the Mikola and Békésy-competitions, (szerkesztő: Kopcsa József, bevezető: Nagy Márton), Sopron, Vermes Miklós Fizikus Tehetséggondozó Alapítvány, 2001, ISBN 963-00-9269-7
- Vermes Miklós, a líceumi diák, Sopron, Vermes Miklós Fizikus Tehetségápoló Alapítvány, 2005, 148 oldal
- Vermes évkönyv, 1998,[3] (sajtó alá rendezte: Nagy Márton, Pápai Gyula), Sopron, Vermes Miklós Fizikus Tehetségápoló Alapítvány, 1998, 49 oldal, ISBN 963-03-5346-6
- Vermes évkönyv, 1999, (sajtó alá rendezte: Nagy Márton, Pápai Gyula), Sopron, Vermes Miklós Fizikus Tehetségápoló Alapítvány, 1999, 69 oldal, ISBN 963-03-8675-5
- Vermes évkönyv, 2000, (sajtó alá rendezte: Nagy Márton, Pápai Gyula), Sopron, Vermes Miklós Fizikus Tehetségápoló Alapítvány, 2000, 62 oldal
- Vermes évkönyv, 2001, (sajtó alá rendezte: Nagy Márton, Pápai Gyula), Sopron, Vermes Miklós Fizikus Tehetségápoló Alapítvány, 2001, 83 oldal, ISSN 1587-0758
- Vermes évkönyv, 2003, (sajtó alá rendezte: Nagy Márton, Pápai Gyula), Sopron, Vermes Miklós Fizikus Tehetségápoló Alapítvány, 2003, 72 oldal, ISSN 1587-0758
- Vermes évkönyv, 2005, (sajtó alá rendezte: Nagy Márton, Pápai Gyula), Sopron, Vermes Miklós Fizikus Tehetségápoló Alapítvány, 2005, 80 oldal
- Vermes évkönyv, 2007, (sajtó alá rendezte: Nagy Márton, Pápai Gyula), Sopron, Vermes Miklós Fizikus Tehetségápoló Alapítvány, 2007, 69 oldal, ISSN 1587-0758
- Vermes évkönyv, 2008, (sajtó alá rendezte: Nagy Márton, Pápai Gyula), Sopron, Vermes Miklós Fizikus Tehetségápoló Alapítvány, 2008, 95 oldal
- Vermes évkönyv, 2009, (sajtó alá rendezte: Nagy Márton, Pápai Gyula), Sopron, Vermes Miklós Fizikus Tehetségápoló Alapítvány, 2009, 99 oldal
- Vermes évkönyv, 2010, (sajtó alá rendezte: Nagy Márton, Pápai Gyula), Sopron, Vermes Miklós Fizikus Tehetségápoló Alapítvány, 2010, 112 oldal
- Vermes évkönyv, 2011, (sajtó alá rendezte: Nagy Márton, Pápai Gyula), Sopron, Vermes Miklós Fizikus Tehetségápoló Alapítvány, 2011, 84 oldal, ISSN 1587-0758

### Cikkek
- Mikola ünnepség Sopronban, Fizikai Szemle, 1981, 12. szám
- 425 éves a Soproni Berzsenyi Dániel Gimnázium, Fizikai Szemle, 1983, 3. szám
- A matematika és fizika tanításának kezdetei az egykori Soproni Evangélikus Líceumban, Fizikai Szemle, 1985, 6. szám
- Sopron, a hazai fizika-tehetségkutatás és tehetséggondozás fellegvára, Fizikai Szemle, 1991, 3. szám
- Az Erdélyi Magyar Műszaki Tudományos Társaság (EMT) kovásznai tanári találkozója, Fizikai Szemle, 1992, 7. szám
- Fizikusnapok Sopronban, (társszerző: Tolvaj László), Fizikai Szemle, 1993, 2. szám
- Vermes Miklós nyomdokain, Fizikai Szemle, 1993, 3. szám
- Tehetséggondozó fizikatanárok tanácskozása Sopronban, Fizikai Szemle, 1994, 11. szám
- Protestáns iskolák részvétele a fizikus tehetségek felkutatásában, Fizikai Szemle, 1994, 11. szám →cikk[halott link]
- Soproni versenyek, 1994, (társszerző: Tolvaj László), Fizikai Szemle, 1994, 11. szám
- Szlovákiai Fizikatanárok Első Konferenciája, Fizikai Szemle, 1995, 8. szám
- Emlékezés Vermes Miklósra születésének 100. évfordulóján, Fizikai Szemle, 2005, 5. szám →cikk[halott link]
- Varga István 1952–2007, Fizikai Szemle, 2007, 11. szám →cikk Archiválva 2014. augusztus 1-i dátummal a Wayback Machine-ben